# ريكاردو رودريغيز (لاعب كرة قاعدة)
ريكاردو رودريغيز (بالإنجليزية: Ricardo Rodríguez)‏ هو لاعب كرة قاعدة دومينيكاوي، ولد في 21 مايو 1978 في محافظة مونتي كريستي في جمهورية الدومينيكان.

## وصلات خارجية
- ريكاردو رودريغيز على موقع دوري كرة القاعدة الرئيسي (الإنجليزية)
- ريكاردو رودريغيز على موقع دوري كوريا الجنوبية لكرة القاعدة (الإنجليزية)
- ريكاردو رودريغيز على موقعبيزبول رفرنس.كوم (الدوري الرئيسي) (الإنجليزية)
- ريكاردو رودريغيز على موقعبيزبول رفرنس.كوم (الدوري الثانوي) (الإنجليزية)
- ريكاردو رودريغيز على موقع مشجعي الرسوم البيانية (الإنجليزية)